# Agalmopolynema rufithorax
Agalmopolynema rufithorax är en stekelart som beskrevs av Fidalgo 1988. Agalmopolynema rufithorax ingår i släktet Agalmopolynema och familjen dvärgsteklar. Inga underarter finns listade i Catalogue of Life.